# Astérix y Obélix: Misión Cleopatra
Astérix y Obélix: Misión Cleopatra es una película francesa del año 2002 dirigida por Alain Chabat. Es una adaptación del cómic Astérix y Cleopatra, de la serie de historietas Astérix el Galo.
La película obtuvo el Premio César al mejor vestuario, obra de Philippe Guillotel, Florence Sadaune y Tanino Liberatore.

## Sinopsis
Los amantes Cleopatra (Monica Bellucci) y Julio César (Alain Chabat) hacen una apuesta: si ella consigue construir un palacio en su honor en menos de tres meses y en medio del desierto, él reconocerá la grandeza del pueblo egipcio. Para ello, Cleopatra contrata al arquitecto Numerobis (Jamel Debbouze) y éste necesita un milagro. Un milagro llamado Astérix (Christian Clavier), Obélix (Gérard Depardieu) y Panorámix (Claude Rich). Con ellos descubren muchas aventuras divertidas y emocionadas, también ayudan a Cleopatra, como si fueran su mano derecha.

## Reparto
- Christian Clavier como Astérix.
- Gérard Depardieu como Obélix.
- Alain Chabat como Julio César.
- Monica Bellucci como Cleopatra.
- Jamel Debbouze como Numerobis.
- Claude Rich como Panoramix.
- Gérard Darmon como Amonbofis.
- Edouard Baer como Otis.

## Curiosidades
Durante la secuencia en el mercado de esfinges puede verse entre la multitud a dos geishas japonesas. Esto es, en realidad, un anacronismo histórico, puesto que, aunque había habido pequeñas expediciones en siglos pasados, Japón se mantuvo aislado (nada entraba al archipiélago y nada salía de él) y su población no se comunicó con el mundo de manera definitiva hasta el Siglo XVIII, durante el shogunato Tokugawa, cuando los holandeses y otros occidentales empezaron a comerciar con las islas y a entrar en el archipiélago y su población salió al mundo, y, por lo tanto, seria imposible ver a población nipona en el Imperio Romano, miles de años antes de este periodo.